# Dreifaltigkeitskirche (Konstanz)

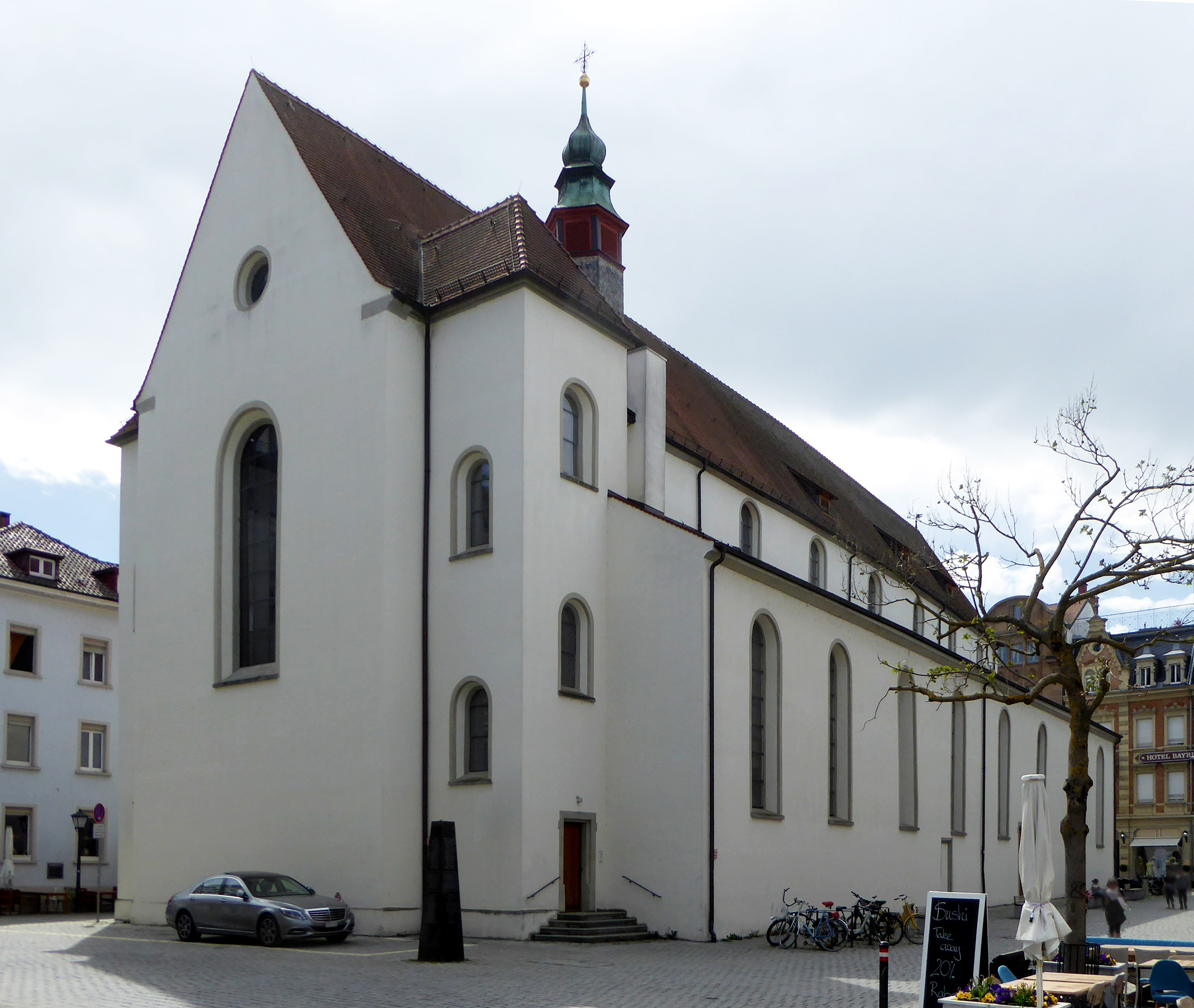
Außenansicht von Nordosten

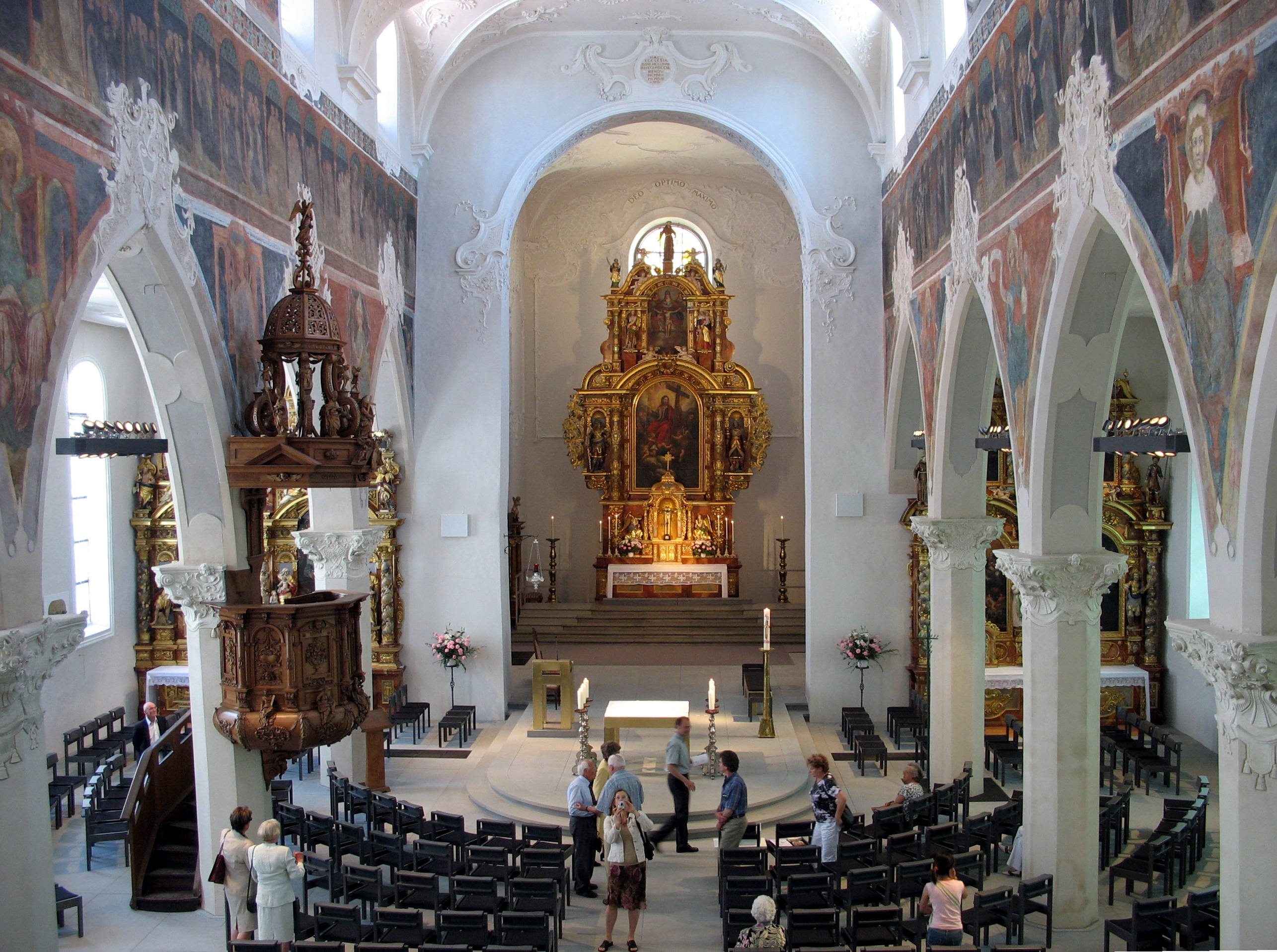
Innenraum, Blick zum Hauptaltar

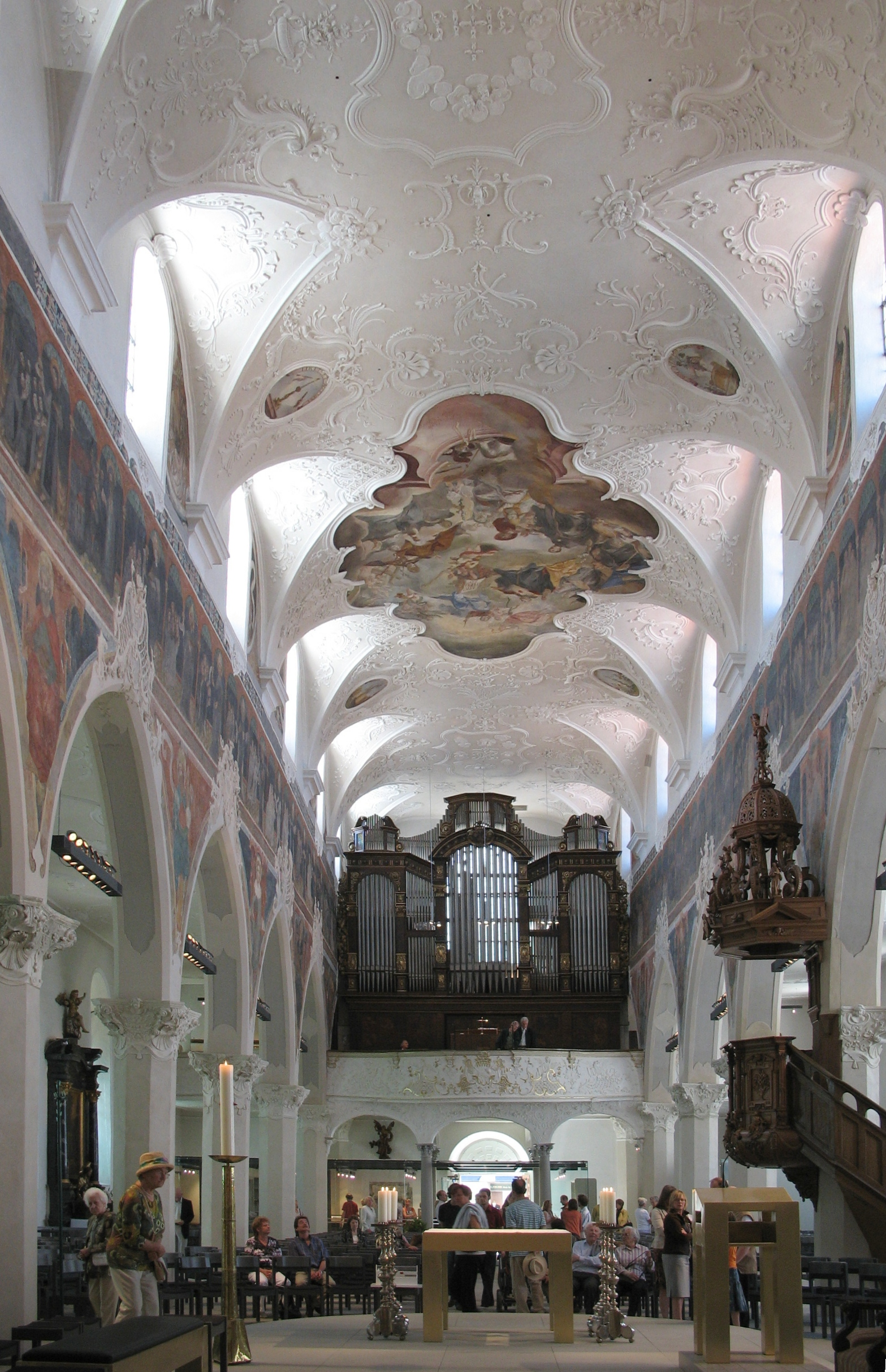
Kirchenraum mit Blick auf die Orgelempore

Die Dreifaltigkeitskirche ist ein Kirchengebäude in Konstanz am Bodensee. Da sie im späten 13. Jahrhundert für das örtliche Kloster der Augustiner-Eremiten errichtet wurde, wird sie auch Augustinerkirche genannt. Sie fungierte bis zur Auflösung des Klosters 1802 als Klosterkirche sowie ab dem 17. Jahrhundert zusätzlich als Garnisonkirche, danach als Spitalkirche, altkatholisches Gotteshaus (1873–1904), römisch-katholische Pfarrkirche und heute ökumenische „City-Kirche“. Durch ihre harmonische Kombination von schlichter gotischer Bettelordensarchitektur, spätgotischen Fresken und barocker Bild- und Stuckdekoration gehört sie zu den bedeutendsten sakralen Baudenkmälern der Stadt und zu den Sehenswürdigkeiten von Konstanz.

## Geschichte

### Mittelalter
Der Bischofssitz Konstanz besaß im 13. Jahrhundert bereits zwei Klöster von Bettelorden; die Dominikaner (1236) und die Franziskaner (1240) hatten sich hier niedergelassen. 1268 wurde innerhalb der Stadtmauern in Nähe des Seeufers das Kloster der Augustiner-Eremiten gegründet. Die Stadt wies den Mönchen ein Gelände in der aufgeschütteten Flachwasserzone zu.  Die Kirche wurde unmittelbar nach der Gründung errichtet; einzelne bodennahe Bauteile lassen sich auf 1279 datieren.
Ursprünglich stand die Kirche wohl unter dem Patrozinium der Maria Magdalena; der Patron Augustinus von Hippo wird erst im Spätmittelalter genannt. 1398 zerstörte ein Brand einen Teil der Stadt und unter anderem auch in nicht bekanntem Ausmaß die Augustinerkirche, die danach unverändert wieder aufgebaut wurde.

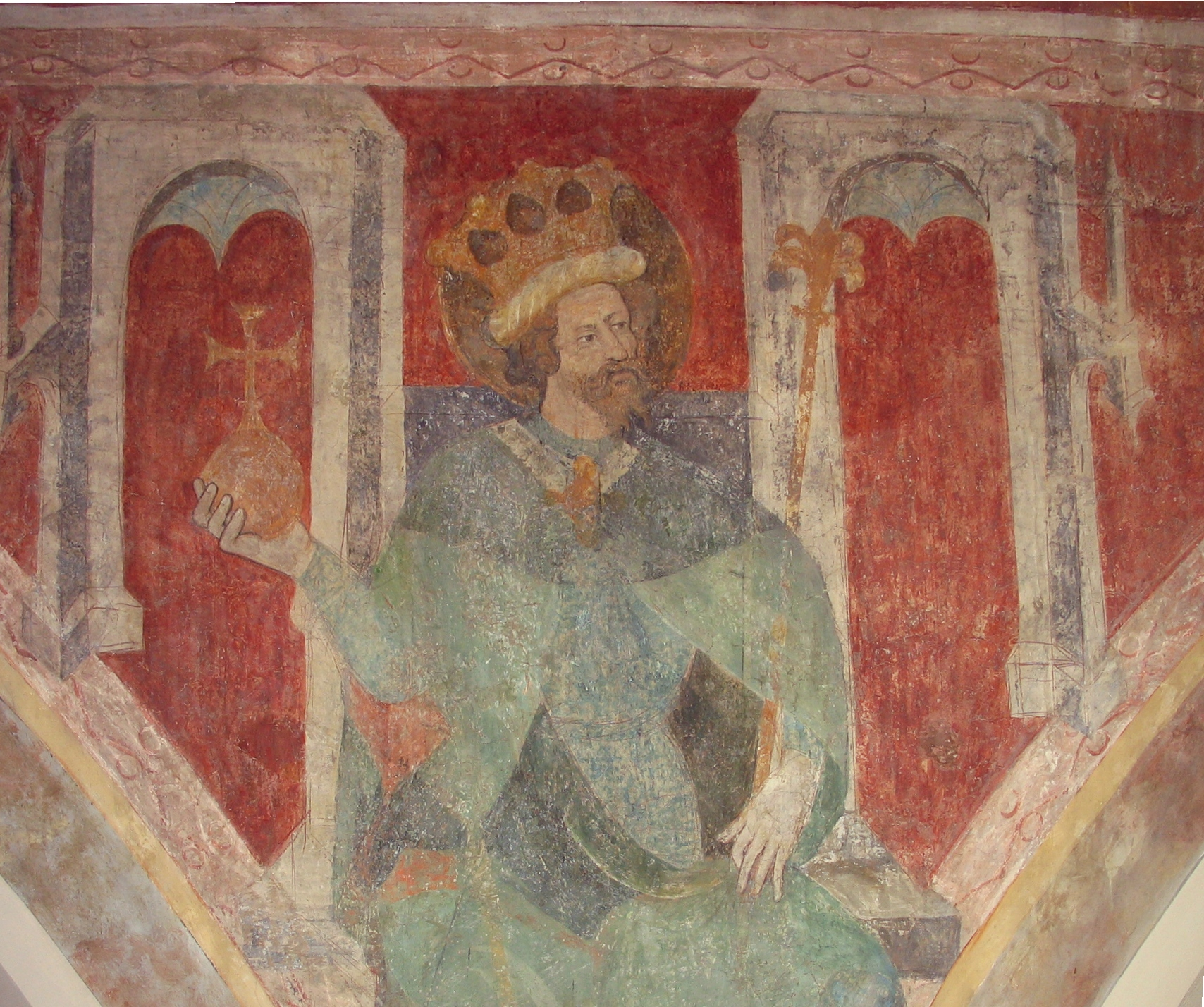
St. Sig(is)mund, Fresko an der Nordwand des Mittelschiffs

Während des Konstanzer Konzils war König Sigismund um die Jahreswende 1417/1418 ein Gast des Klosters, ebenso wie andere Würdenträger. Der König stiftete eine Ausmalung für das Kircheninnere, die Konstanzer Maler ausführten. Da Sigismund als säumiger Schuldner bekannt war, ist fraglich, ob er die Maler tatsächlich auch bezahlt hat.
In der Reformationszeit wurde die Kirche profaniert, der Kirchhof eingeebnet und die Ausstattung weitgehend zerstört. Nach der Rekatholisierung der Stadt wurde das Kloster wiederbesiedelt und die Kirche 1551 neu geweiht.

### Barockzeit

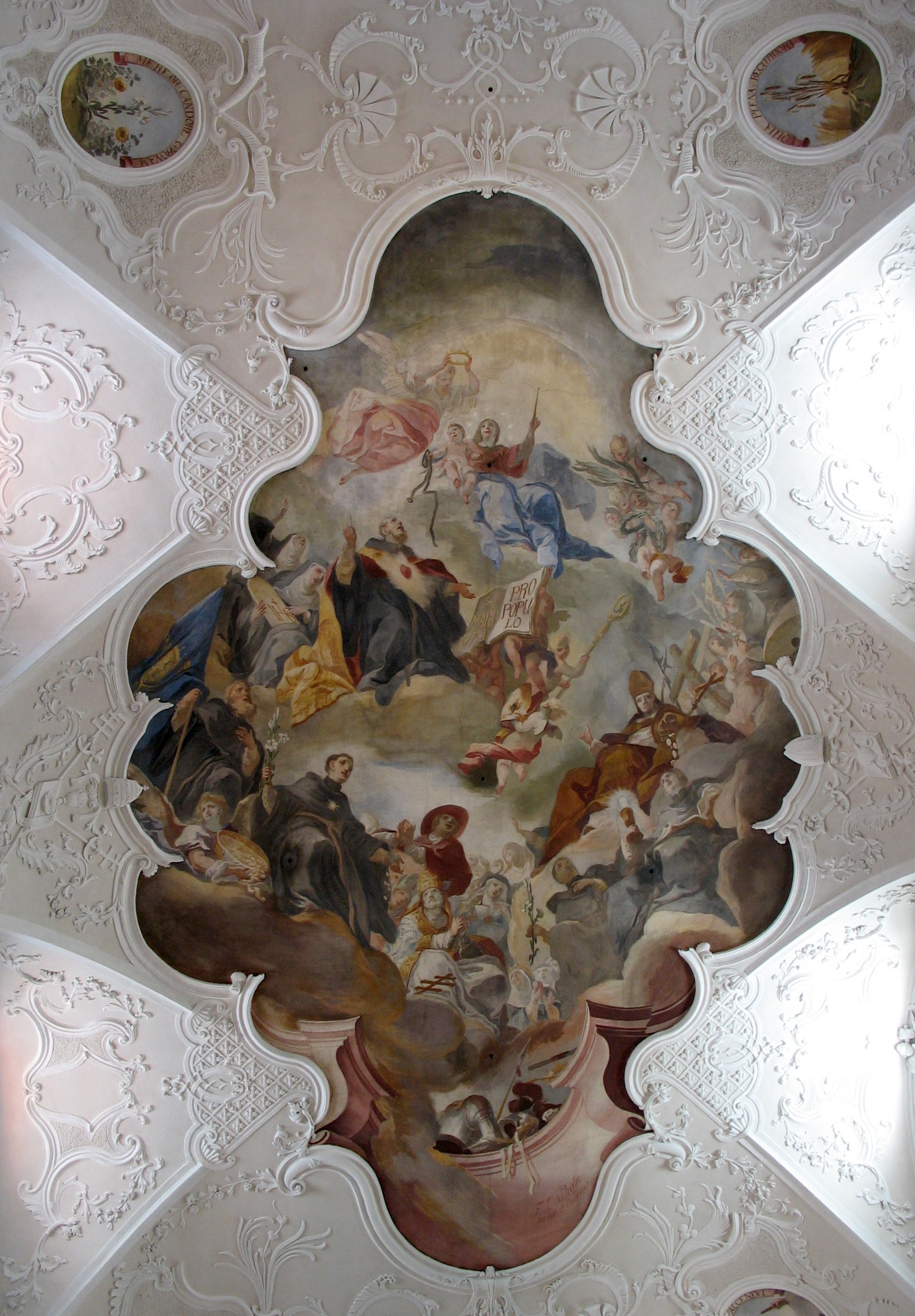
Deckenfresko Aufnahme des heiligen Augustinus in den Himmel von Franz Joseph Spiegler

Ab 1684 diente die Augustinerkirche als Garnisonkirche des österreichischen Regiments, das in der Stadt stationiert war. Von 1686 bis 1687 entstand eine Marienkapelle an Stelle der Sakristei, in der die wundertätige Marienstatue unterkam, die zuvor auf dem Nikolausaltar gestanden hatte.
Ab dem Jahr 1740 wurde das Kirchengebäude im Stil des süddeutschen Barocks umgestaltet. Es entstanden barocke Deckenfresken, Stuckdekorationen und ein Gewölbe im Mittelschiff. Die Fenster der Obergaden wurden umgebaut und neu geordnet, sodass große Teile der spätmittelalterlichen Wandbilder in diesem Bereich zerstört wurden. Spätestens zu diesem Zeitpunkt verschwanden auch die restlichen mittelalterlichen Fresken unter einer einheitlichen Farb- und Stuckschicht. 1745 wechselte das Patrozinium zur Dreifaltigkeit.

### Umwidmung zur Spital- und Pfarrkirche
Unter Kaiser Joseph II. durften, wie viele andere Klöster auch, die Augustinereremiten ab 1782 keine Mönche mehr aufnehmen und wurde so bereits vor der staatlichen Säkularisation ausgetrocknet und schrittweise enteignet; der letzte Mönch des Konvents starb 1813. Die Spitalstiftung Konstanz schloss mit den verbliebenen vier Mönchen 1802 den sog. Vitalitiumvertrag. Die Spitalstiftung übernahm die Klosterbauten, die Baupflicht für die Kirche sowie Bauten, Vermögen und Besitz des Klosters, darunter auch zwei Weingüter. Im Gegenzug verpflichtete sie sich, den Mönchen und ihren Nachkommen eine Leibrente zu zahlen. 1812 wurde die Kirche Pfarrkirche. Im gleichen Jahr verlegte die Spitalstiftung das Spital in das ehemalige Augustinerkloster, wodurch die Kirche zur Spitalkirche wurde. 1840 wurde die barocke Ausstattung wieder entfernt. 1872 zog das Spital aus den Klostergebäuden in einen Neubau im rechtsrheinischen Stadtteil Petershausen um. Die alten Konventgebäude wurden im Zuge eines mit Repräsentationsanspruch angelegten Bahnhofsviertels um den 1863 neuerbauten Konstanzer Bahnhof abgebrochen. Links und rechts des Chors wurden zwei Treppentürme errichtet, wodurch der östliche Teil der barocken Marienkapelle zerstört wurde. Ebenfalls zur Zeit des Kulturkampfes wurde der Rindermarkt in Bodanplatz umbenannt und die Augustinerstraße erhielt als Rosgartenstraße ihren heutigen Namen.
Von 1873 bis 1904 diente die Kirche als Gotteshaus der Altkatholischen Gemeinde, bis sie die Christuskirche, die ehemalige Kirche der Konstanzer Jesuiten, als Kirche zugewiesen bekamen und bis heute nutzen.
Conrad Gröber, später Erzbischof des Bistums Freiburg im Breisgau, begann seine Laufbahn 1905 als Pfarrer der Dreifaltigkeitsgemeinde. Es ist sein Verdienst, die spätmittelalterlichen Ausmalungen des Kirchenschiffs wiederentdeckt und die Restaurierung eingeleitet zu haben. Bei der Restaurierung der freigelegten Fresken wurde jedoch weit weniger rücksichtsvoll verfahren, als dies heute üblich ist; viele gut erhaltene Stellen wurden dabei zerstört, unnötig übermalt, fehlende Malereien großzügig „rekonstruiert“, wodurch das Bildprogramm der ursprünglichen Ausmalung stark verändert wurde. In den 1950er Jahren folgte eine weitere Renovierung, ebenso 1967 eine Außenrenovierung zur 700-Jahr-Feier des ehemaligen Klosters.

### Restaurierung 1999–2006

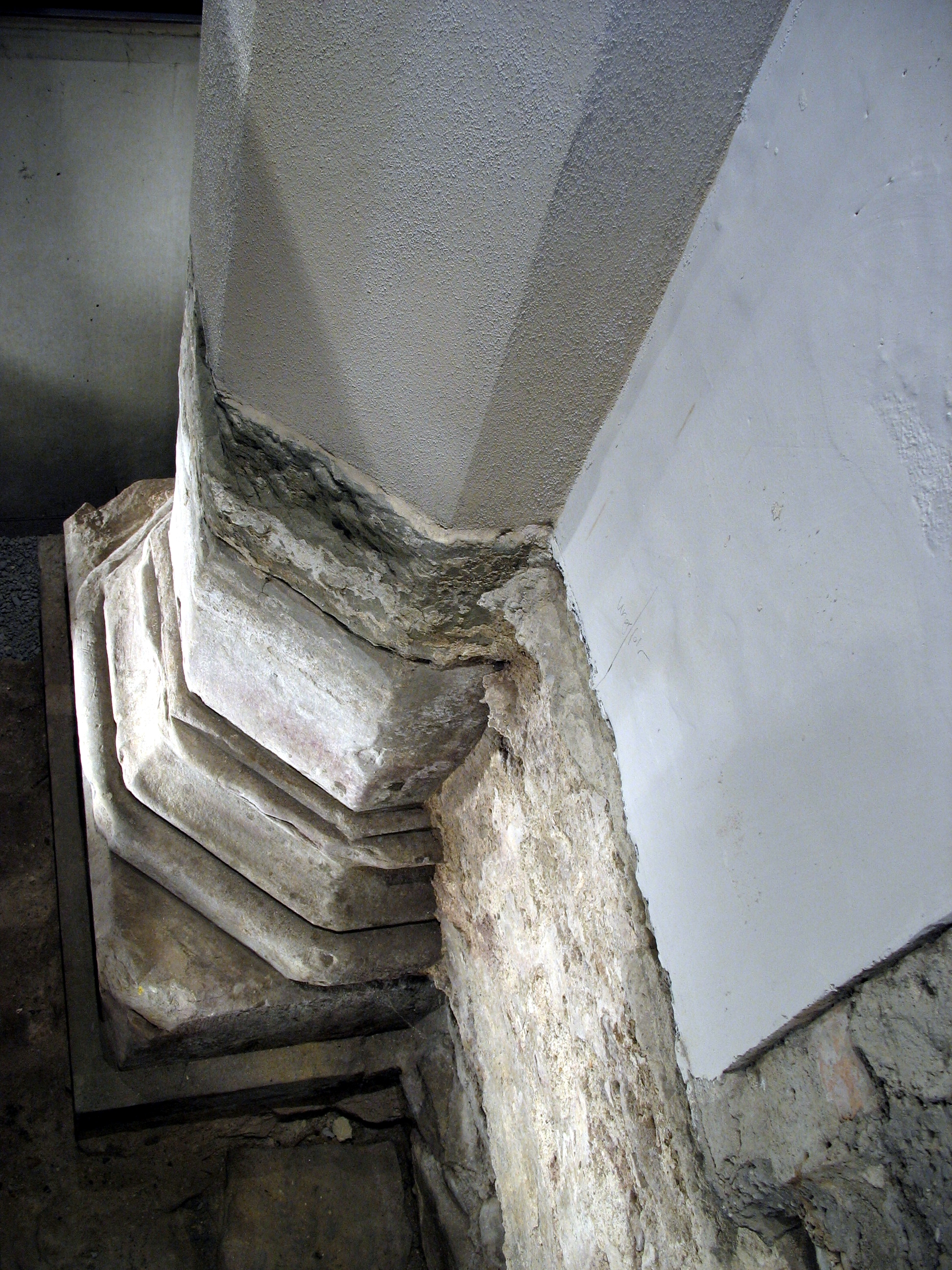
Versenkte Säulenbasis an der Westwand

Das Kirchengebäude wechselte zum 1. April 1997 den Besitzer von der städtischen Spitalstiftung zur römisch-katholischen Kirchengemeinde. Die Ablösesumme von 7,5 Mio. DM floss vollständig in die Restaurierung des Bauwerks. Während der umfassenden Innen- und Außenrestaurierung war die Kirche von Ostern 1999 bis Juni 2006 geschlossen. Die wichtigste Maßnahme war die Sicherung des Baukörpers, der sich durch den feuchten und an der Nordseite weniger festen Untergrund nach Norden abgesenkt hatte; so war etwa an der 16 m hohen Nordwand im Lauf der Jahrhunderte ein Überstand von 56 cm entstanden. Zudem wurden weitere, bislang unentdeckt gebliebene Fresken zwischen den Langhausfenstern freigelegt. Ältere Freskenrestaurierungen wurden nicht rückgängig gemacht, doch wurden die Fresken gereinigt, fixiert und Schäden ausgebessert. Der Kalksteinboden wurde durch regionaltypischeren Sandstein ersetzt.
Am 11. Juni 2006 (am Dreifaltigkeitssonntag) fand die feierliche Wiedereröffnung mit einem Gottesdienst unter Weihbischof Rainer Klug statt. Die Kirche dient nun der City-Pastoral, das ein „niederschwelliges“ religiöses Angebot vor allem für Passanten und Einkaufstouristen darstellen soll. Auch Konzerte finden in der Dreifaltigkeitskirche statt.

## Architektur
Die Dreifaltigkeitskirche ist eine schlichte dreischiffige Basilika mit gerade abgeschlossenem Chor ohne Querhaus. Ohne ihre ursprüngliche Anbindung an die Klostergebäude steht sie heute inmitten von Wohn- und Geschäftshäusern am Südrand der Konstanzer Innenstadt. Sie besitzt als Bettelordenskirche keinen Glockenturm, sondern nur einen kleinen Dachreiter. Das Mittelschiff weist seit 1740 ein barockes Spiegelgewölbe auf; davor war die Decke (wie heute noch die der Seitenschiffe) flach gewesen.
Das Mittelschiff besitzt schlichte achteckige Säulen mit Spitzbogenarkaden. Ihre Kapitelle sind barock umgestaltet. Gegenüber dem Mittelalter ist der Fußboden um etwa 130–190 cm erhöht, da gegen das von unten nachdrückende Grundwasser immer wieder aufgeschüttet wurde; auch die umliegenden Straßen wurden im 19. Jh. wesentlich erhöht. Der ursprüngliche Raumeindruck ist dadurch wesentlich gemindert und die Basen der Säulen verschwanden im Erdboden; lediglich bei zwei Säulen ist die Basis durch einen Grabungsschacht sichtbar. Aus statischen Gründen konnte auch bei der jüngsten Sanierung der Fußboden nicht wieder auf das ursprüngliche Niveau abgesenkt werden.

## Fresken

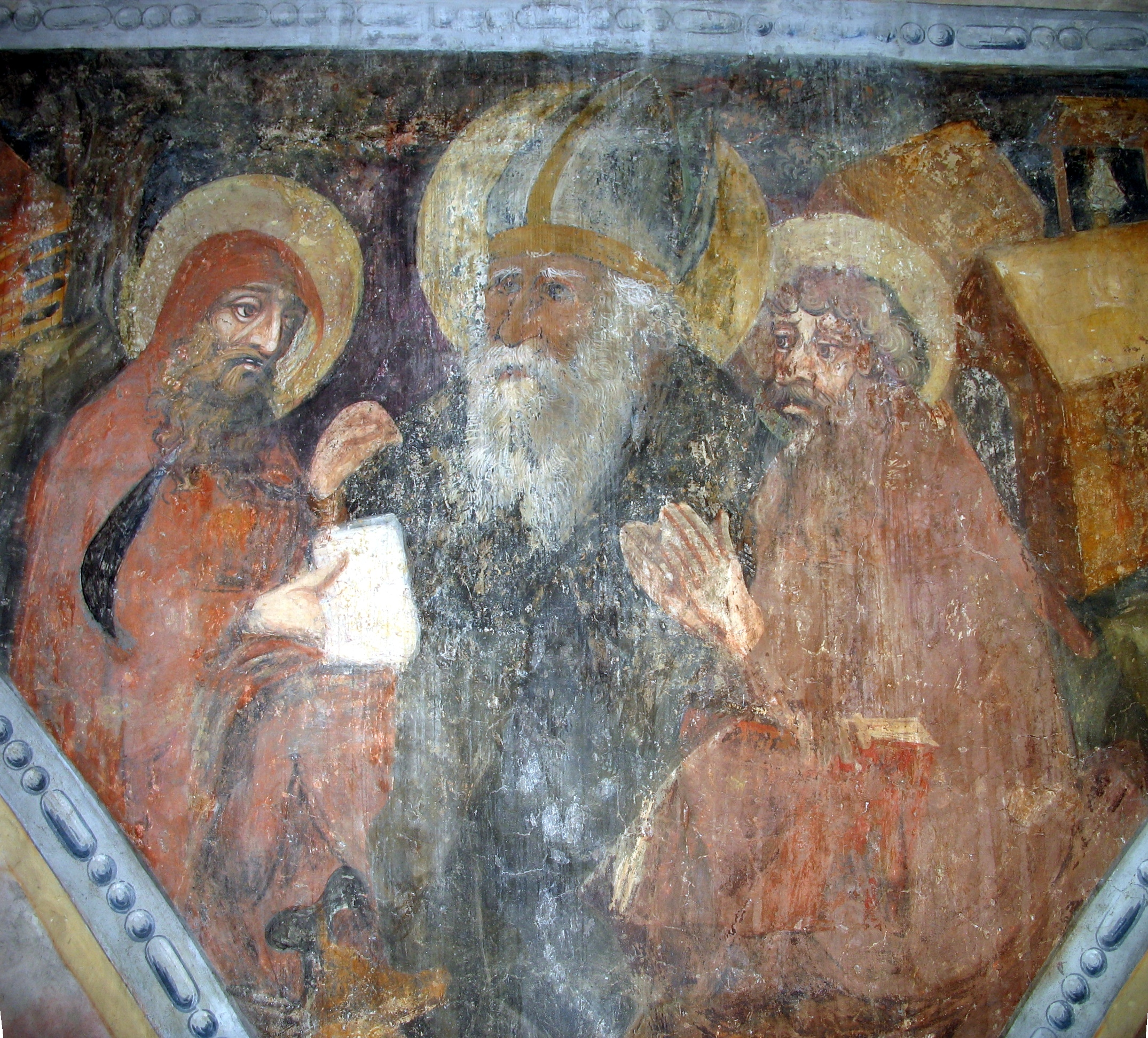
Kirchenväter (?) an der Südwand

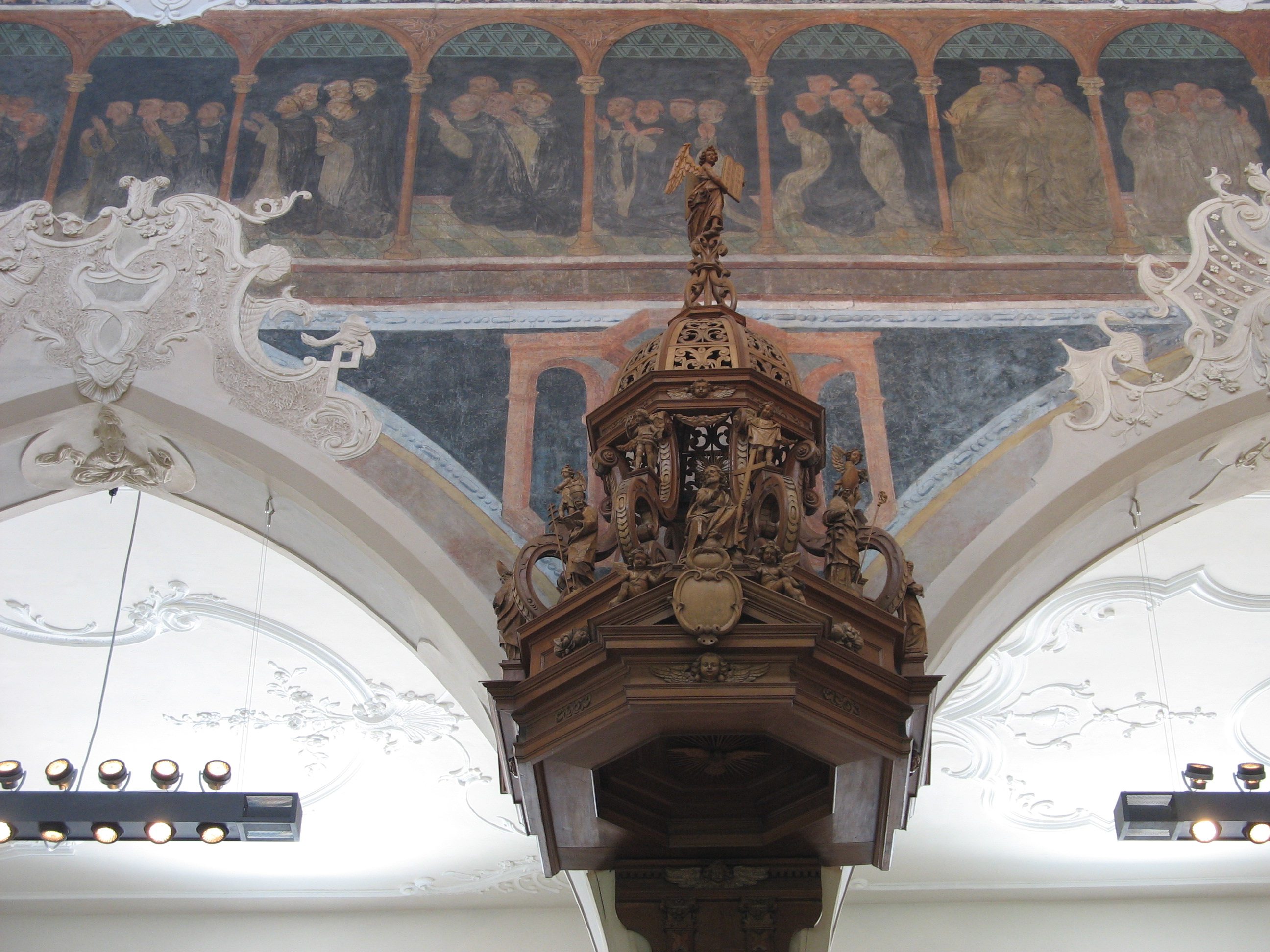
Fresken im Hintergrund der Kanzel

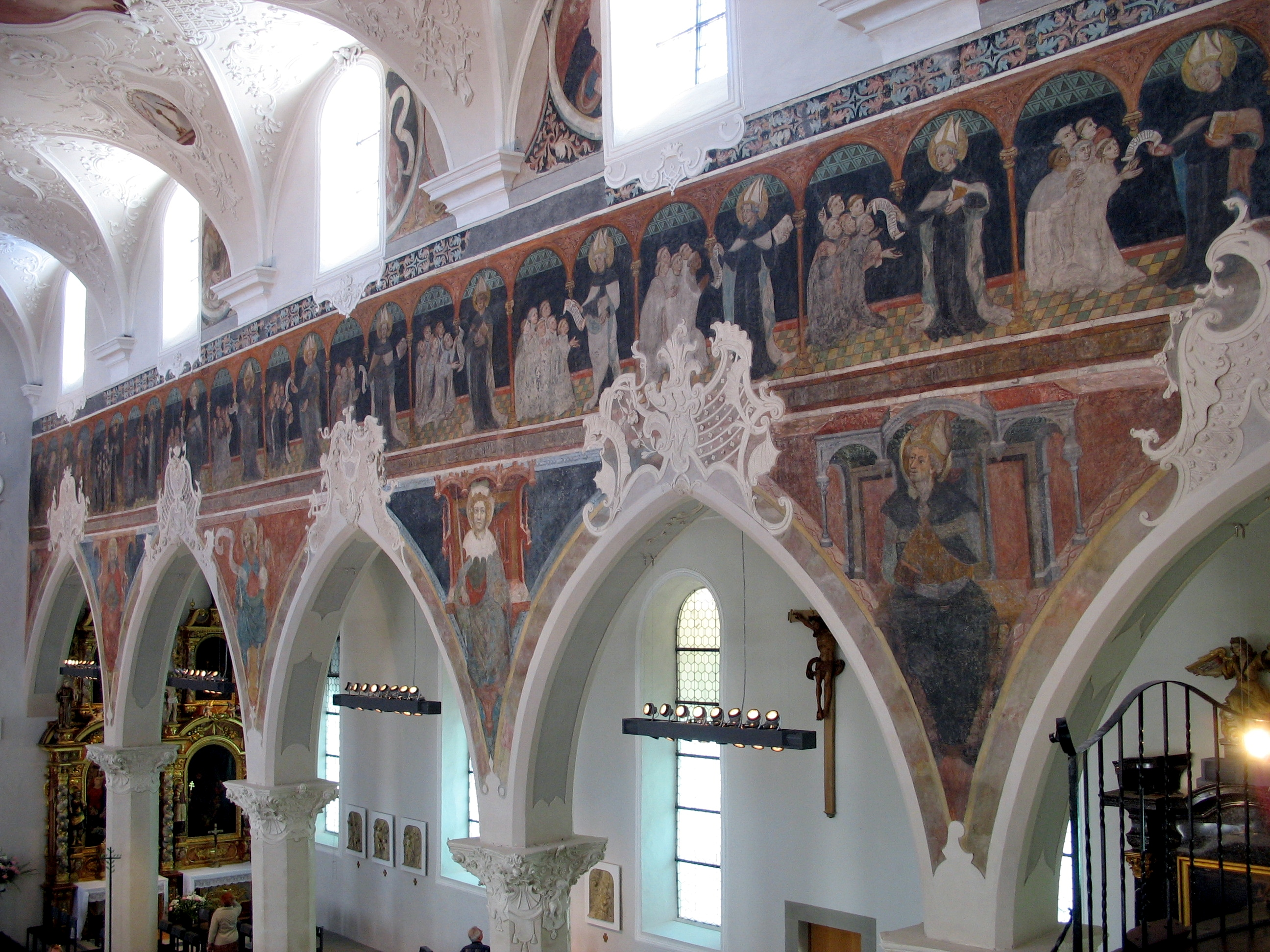
Nordwand: Alttestamentliche Medaillons (oben), Mönche und Ordensheilige (Mitte), thronende Heilige (unten)

Von herausgehobener Bedeutung sind die Fresken an den Hochwänden des Mittelschiffs, die nach dem Konstanzer Konzil (1414–1418), also in der ersten Hälfte des 15. Jahrhunderts entstanden. Die Freskenbilder mit einer Fläche von 530 m² sind in drei horizontale Streifen gegliedert, von denen der obere durch den barocken Umbau weitgehend zerstört ist. Als Maler sind die Namen Heinrich Grübel, Kaspar Sünder und Hans Lederhoser überliefert. Von diesen angeblich aus Konstanz stammenden Künstlern sind keine anderen Werke bekannt. Die Malerei wurde oberhalb des Schriftbandes al fresco (feuchter Putz) ausgeführt, unterhalb al secco (trockener Putz).
Die Fresken der Nordwand sind maßgeblich von der großzügig rekonstruierenden Restaurierung um 1907 beeinflusst, während die der Südwand noch weitgehend den Originalen entsprechen. Störend greift vor allem die Rokoko-Stuckatur in die Bildfelder ein. Wahrscheinlich lag den Bildwerken ein stringentes Programm zugrunde, das aufgrund unsachgemäß durchgeführter Restaurierungsmaßnahmen in den Jahren 1906/1907 nur schwer zu ermitteln war.
Auch die Restaurierung und Untersuchung der Wandbilder in den Jahren 2004/2006 erbrachte keine Erkenntnisse, was eine Deutung des Bildprogramms anbelangt. Erst 2011 wurde es durch den Konstanzer Historiker Harald Derschka ermöglicht, bisher unbekannte Bilddetails der Mönchsbilder zu erkennen und das Bildprogramm sinnvoll zu deuten. Er hatte durch das Landesdenkmalamt die Recherchen des Kirchenhistorikers und Theologen Karl Suso Frank (1933–2006) erhalten. Dieser war in der Danzinger Marienbibliothek auf ein Dokument aus der Zeit des Konstanzer Konzils gestoßen, in dem ein polnischer Konzilsteilnehmer die Wandbilder abgemalt und ihren Inhalt beschrieben hatte.
Die untere Bildreihe der Langhausfresken zeigt in den Zwickeln zwischen den Langhausarkaden Heiligenfiguren, insgesamt vier an der Südwand und sieben an der Nordwand. Einige Figuren sitzen auf einer Art Thron unter einem perspektivisch gemalten Baldachin. An der Nordwand finden sich Erinnerungen an den Stifter Sigismund von Luxemburg und seine Frau Barbara von Cilli; dargestellt sind jedoch nicht sie selbst, sondern ihre heiligmäßigen Namenspatrone, der heilige König Sig(is)mund (oberhalb der Orgelempore), die Heilige Barbara (?) sowie weitere männliche und weibliche Heilige, die jedoch aus Mangel an Attributen nicht mehr identifiziert werden können.
Auf dem mittleren Bilderfries sind Szenen der Ordensgeschichte und des Mönchtums dargestellt. Gerahmt von einer perspektivisch gemalten Architektur aus Säulengängen und Bodenfliesen, ist an der Südwand eine Reihe von großfigurigen Ordensheiligen zu sehen, von denen jeder jeweils einer kleinen Gruppe von Mönchen eine Schriftrolle oder Spruchband überreicht. Das Schriftblatt mit der Aufschrift „Augustinus“ repräsentiert die Augustinusregel, auf der zahlreiche Ordensgemeinschaften aufbauen. Die Heiligen konnten bislang nicht im Einzelnen identifiziert werden. An der Nordwand ist eine lange Reihe von knienden Mönchen dargestellt, die sich dem im Westen gelegenen Kirchenausgang zuwenden, optisch gegliedert werden beide Friese durch gemalte Rundbogenarkaden. Die Gesichter der Mönche sind individuell gestaltet. Entsprechend der unterschiedlichen Ordenszugehörigkeit sind auch ihre Habits von Gruppe zu Gruppe verschieden.
In den Gewölbebögen sind einige Medaillons alttestamentlicher Propheten teilweise erhalten, darunter Moses mit den Gesetzestafeln, Ezechiel (?), Micha (?) und David (?). Vor dem barocken Umbau des Obergadens wechselten sich diese kreisrunden Bildfelder mit etwa gleich großen Oculi ab. Um die Bildfelder sind kleinformatige Figuren, Engel, Tiere und Grotesken gemalt.
Das Gewölbe des Mittelschiffs wird von dem zentralen Deckengemälde Die Aufnahme des Heiligen Augustinus in den Himmel dominiert, geschaffen 1740 vom in Konstanz ansässigen Barockmaler Franz Joseph Spiegler.

## Ausstattung

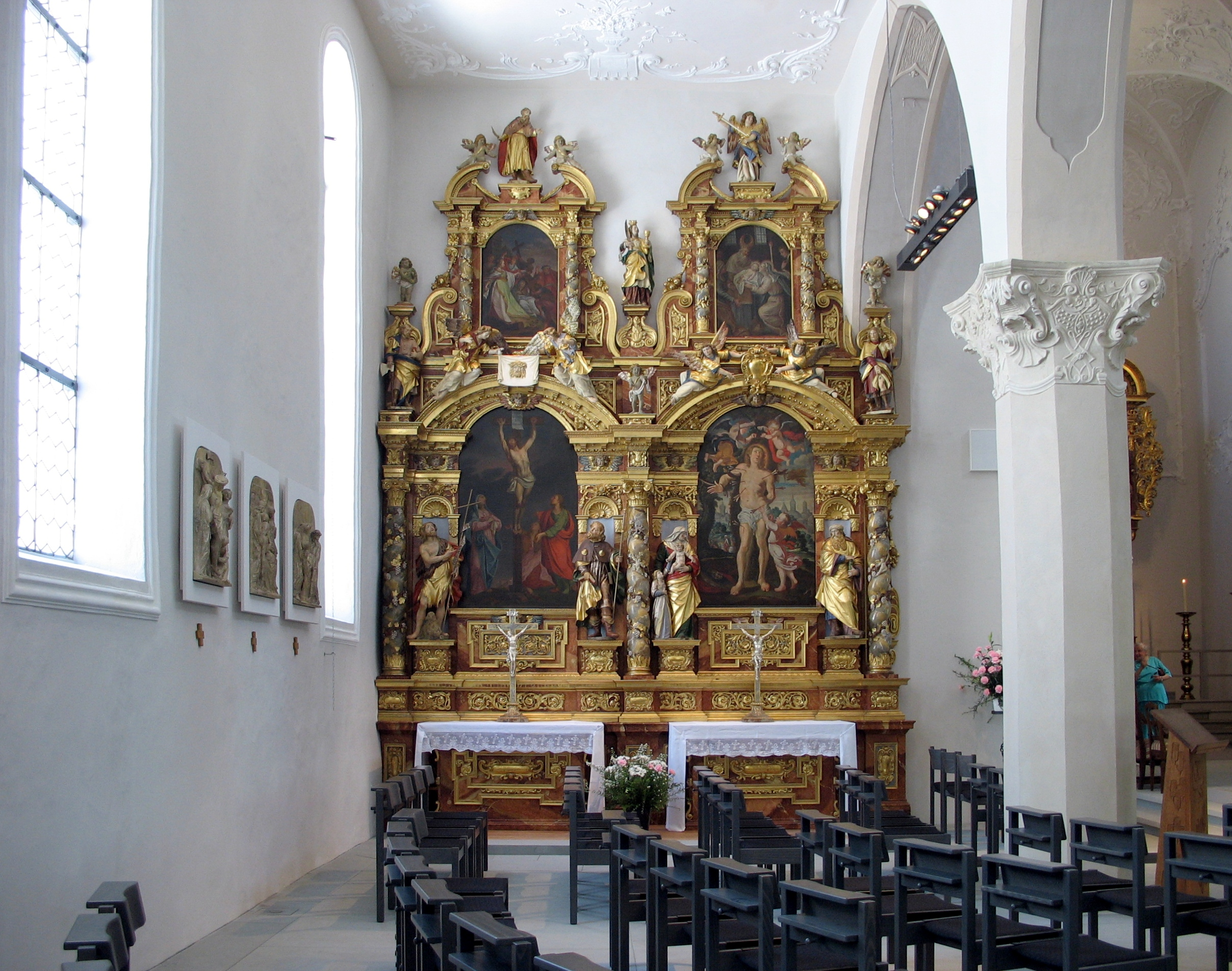
Frühbarocker Doppelaltar im linken Seitenschiff

Die Ausstattung der Augustinerkirche wurde weitgehend im 20. Jahrhundert von verschiedenen Orten zusammengetragen. Der Hochaltar sowie zwei Doppelaltäre in den Seitenschiffen stammen aus der St. Michaelskirche in Zug, die 1898 abgebrochen worden war. Pfarrer Conrad Gröber veranlasste 1906 den Kauf. Der Hochaltar stammt von Kaspar Weber, seine Schnitzfiguren von Johann Baptist Wikart (1668/69). Das Altarblatt zeigt Christus mit dem Kreuz und hing ursprünglich im Konstanzer Münster. Im zweiten Geschoss des frühbarocken Hochaltars zeigt ein kleineres Altarblatt von 1904 die Dreifaltigkeit.
Am Seitenaltar des nördlichen Seitenschiffs findet sich ein Altarbild der Konstanzer Malerin Marie Ellenrieder mit dem Titel Jesus als Kinderfreund (1845). Das Werk im Stil der Nazarener wurde 2005 aufwändig restauriert.
Die moderne liturgische Ausstattung schuf der Münstertaler Künstler Franz Gutmann.

### Orgel
Die Orgel wurde im Jahre 1926 von dem Orgelbauer Mönch (Überlingen) erbaut. Das Instrument hat 38 Register auf drei Manualen und Pedal. Die Trakturen sind pneumatisch. Die Orgel ist seit 1999 stillgelegt, zur Begleitung wird eine Digitalorgel genutzt.
| I Hauptwerk C–g3 |                    |     |
| 1.               | Prinzipal          | 16′ |
| 2.               | Prinzipal          | 8′  |
| 3.               | Hohlflöte          | 8′  |
| 4.               | Gambe              | 8′  |
| 5.               | Dolce              | 8′  |
| 6.               | Oktave             | 4′  |
| 7.               | Rohrflöte          | 4′  |
| 8.               | Glocken            | 4′  |
| 9.               | Piccolo            | 2′  |
| 10.              | Cornet-Mixtur IV-V |     |
| 11.              | Trompete           | 8′  |

| II Schwellwerk C–g3 |                       |       |
| 12.                 | Bordun                | 16′   |
| 13.                 | Hornprincipal         | 8′    |
| 14.                 | Rohrflöte             | 8′    |
| 15.                 | Salicional            | 8′    |
| 16.                 | Viola                 | 8′    |
| 17.                 | Quintatön             | 8′    |
| 18.                 | Fugara                | 4′    |
| 19.                 | Quintflöte            | 2 ⁄3′ |
| 20.                 | Harmonika aetheria IV | 2 ⁄3′ |
| 21.                 | Klarinette            | 8′    |
|                     | Tremulant             |       |

| III Oberwerk C–g3 |                  |     |
| 22.               | Stillgedackt     | 16′ |
| 23.               | Geigenprincipal  | 8′  |
| 24.               | Lieblich Gedackt | 8′  |
| 25.               | Gemshorn         | 8′  |
| 26.               | Soloflöte        | 8′  |
| 27.               | Aeoline          | 8′  |
| 28.               | Vois celeste     | 8'  |
| 29.               | Violine          | 4′  |
| 30.               | Dulciana         | 4′  |
| 31.               | Waldflöte        | 2′  |
| 32.               | Oboe             | 8′  |
|                   | Tremulant        |     |

| Pedalwerk C–f1 |            |         |
| 32.            | Kontrabass | 16′     |
| 33.            | Violonbass | 16′     |
| 34.            | Subbass    | 16′     |
| Tr.            | Echobass   | 16'     |
| 35.            | Quintbass  | 10 2⁄3′ |
| 36.            | Oktavbass  | 8′      |
| 37.            | Cellobass  | 8′      |
| 38.            | Posaune    | 16′     |

- Koppeln:

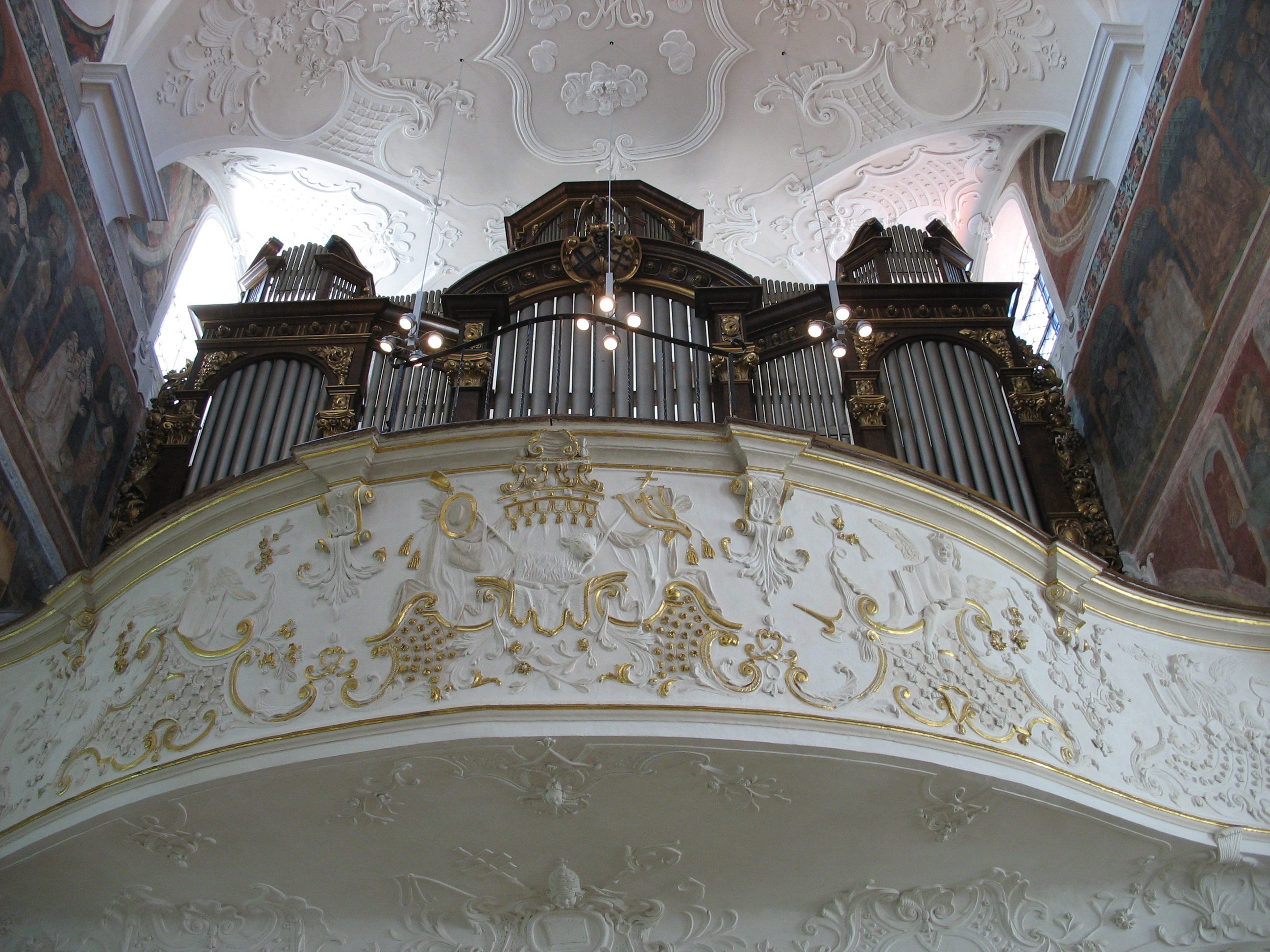
Orgelempore

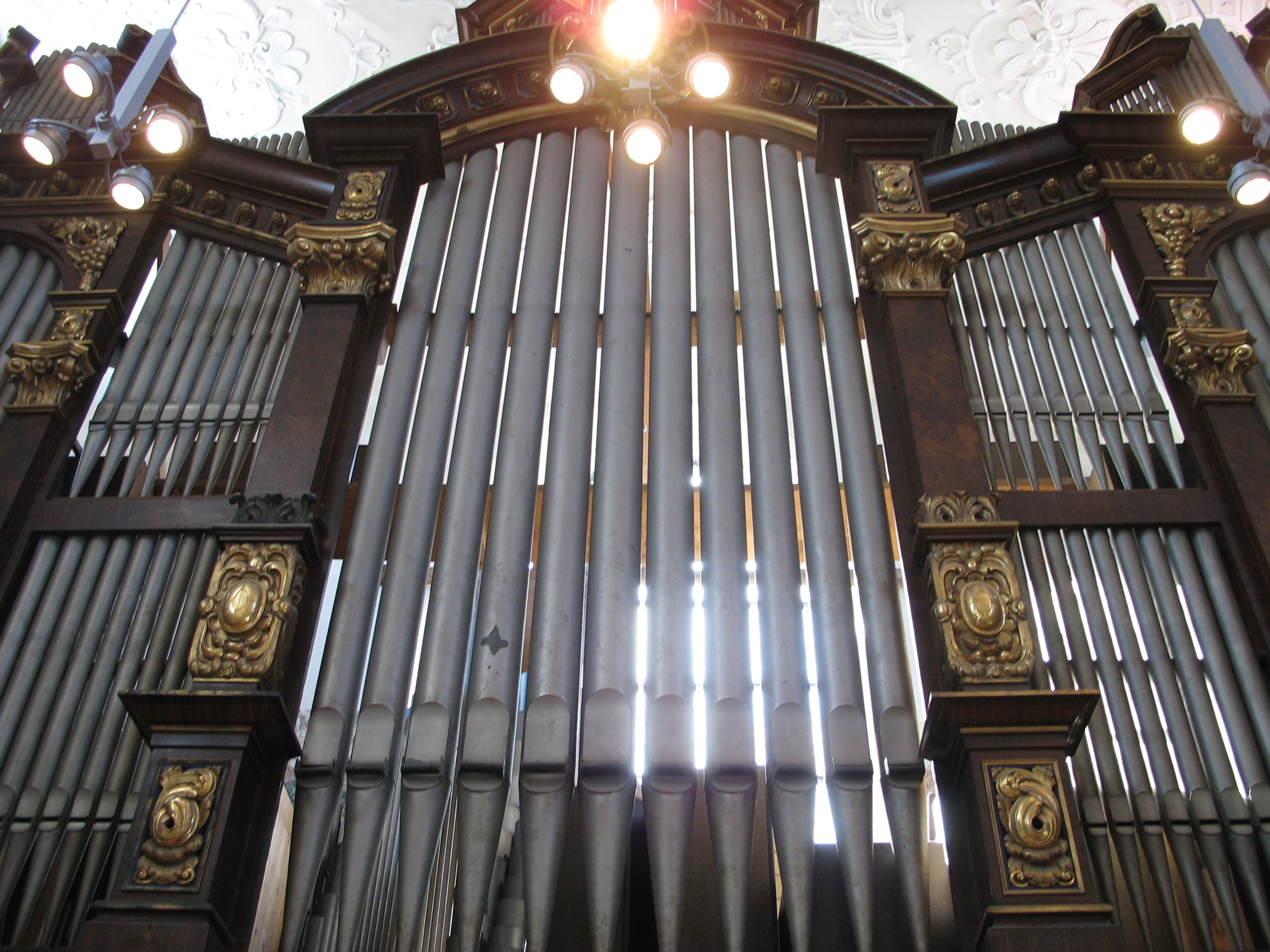
Detail: Orgelprospekt

  - Normalkoppeln: II/I, III/I, III/II, I/P, II/P, III/P
  - Suboktavkoppeln: II/I, III/I, III/II
  - Superoktavkoppeln: I/I, II/I, II/II, III/I, III/II, III/III, I/P

### Glocken
Die Dreifaltigkeitskirche verfügt über ein zweistimmiges Geläut im hölzernen Dachreiter:
| Glocke | Gießer                        | Gussjahr | Durchmesser | Gewicht | Schlagton |
| ------ | ----------------------------- | -------- | ----------- | ------- | --------- |
| 1      | J. Rosenlächer & Söhne        | 1828     | 740 mm      | 260 kg  | h′−1      |
| 2      | Benjamin Grüninger, Villingen | 1921     | 590 mm      | 120 kg  | dis″−1    |

Die Glocken hängen in einem stählernen Glockenstuhl und sind mit einem Uhrwerk verbunden. Die große Glocke übernimmt den Stundenschlag, die kleinere den Viertelstundenschlag.